# 虚荣

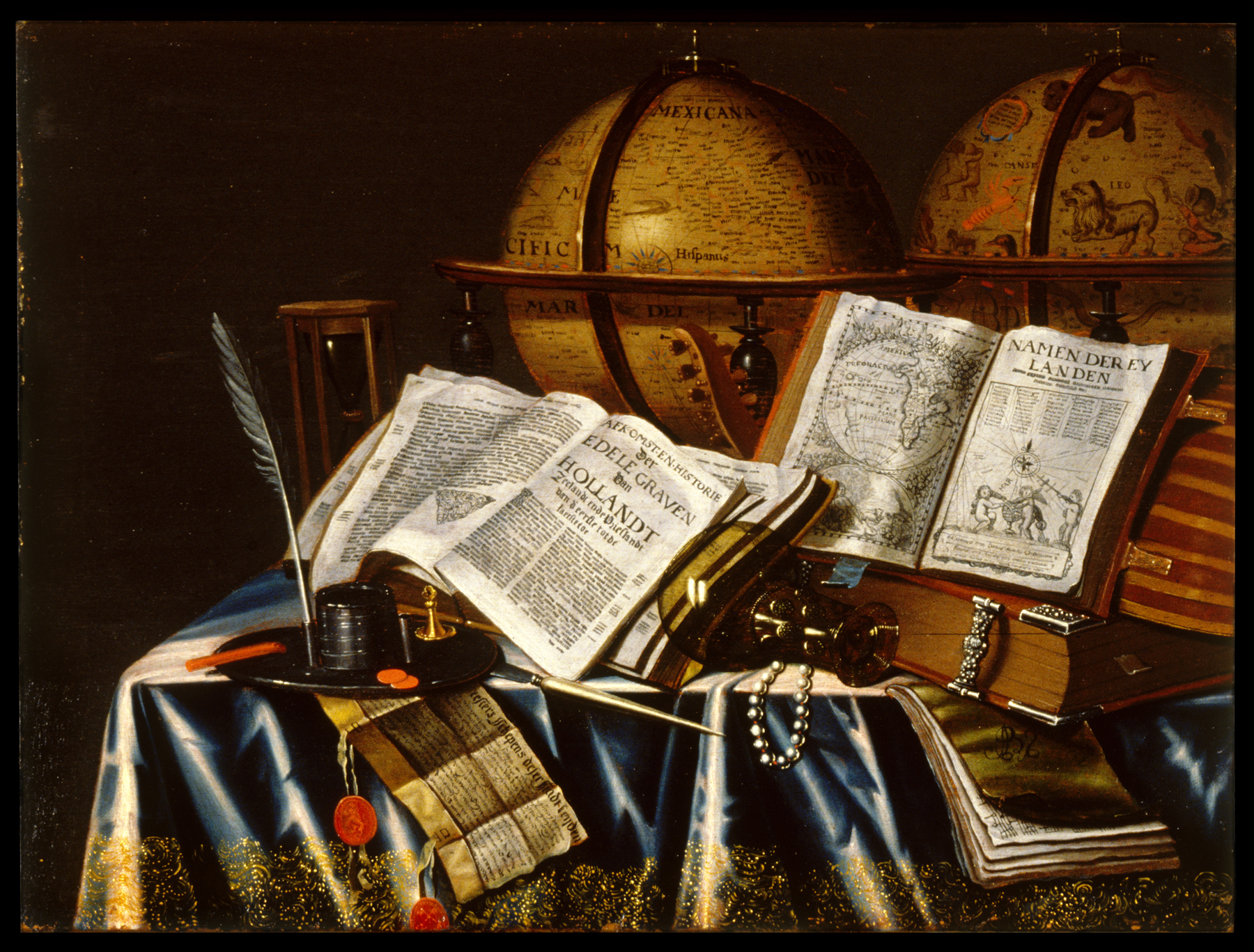
这幅画家Adam Bernaert的画作表现了荷兰的"Vanitas"（虚荣的拉丁文）， 现存于沃尔特斯艺术博物馆。

虚荣（英語：Vanity）意義為不切實際的榮譽。今多用以比喻貪戀浮名及富貴。 虚荣心理是为了取得表面上的荣誉和引起外界普遍的关注，而表现出的偏离常态的心理。

## 在宗教与哲学中

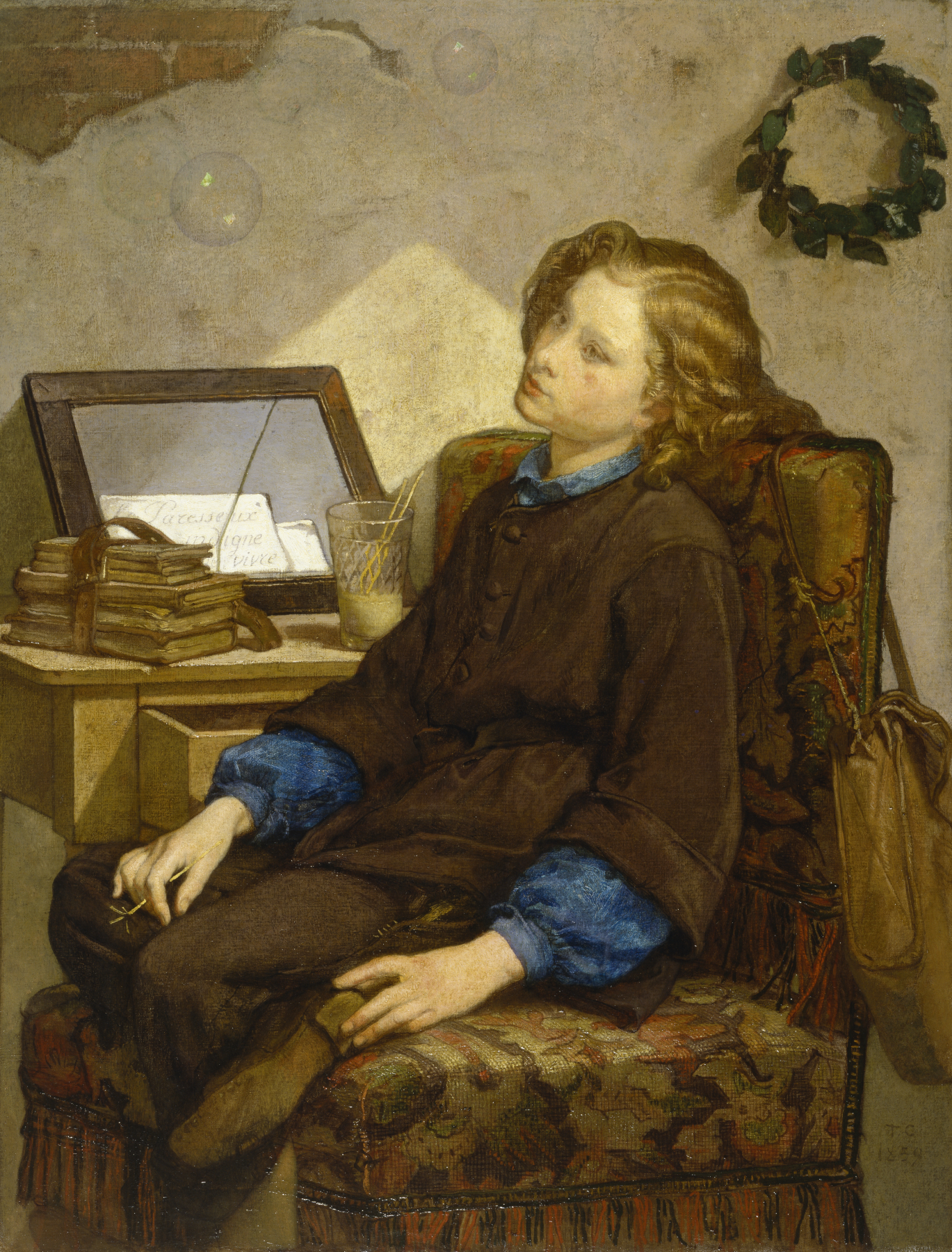
在托马·库蒂尔的《白日梦》这幅画中，通过一个吹泡泡的男孩显示出了虚荣的罪恶。 现存于沃尔特斯艺术博物馆。

在许多宗教中，虚荣被认为是自我崇拜的一种形式。虚荣令人因为自我感觉而将自己比作伟大的神，继而孤立并可能随着时间的推演而脱离神的恩典。在基督教教义中，虚荣被认为是七宗罪之一骄傲的一种表现。
从哲学的角度讲，虚荣可能指的是更广泛意义上的利己主义和骄傲。尼采写道“虚荣是对以原原本本地现身的畏惧：因此它是对自豪感的缺乏，不一定是一种本性的缺失。” 马松·库利的一则格言说：“酒足饭饱的虚荣是善意的，饥肠辘辘的虚荣是恶意的。”